# Cervera de la Cañada
Cervera de la Cañada è un comune spagnolo di 329 abitanti situato nella comunità autonoma dell'Aragona.